# Tatarbunary
Tatarbunary (in ucraino Татарбунари?; in russo Татарбунары?; in romeno Tatarbunar; in turco Tatarpınarı).è un insediamento rurale ucraino (10 836 abitanti) nel distretto di Bilhorod-Dnistrovs'kyj, nell'oblast' di Odessa. Ospita l'amministrazione della comunità territoriale di Tatarbunary, una delle comunità territoriali dell'Ucraina.
Fino al 18 luglio 2020 Tatarbunary era il centro amministrativo del distretto di Tatarbunary, abolito come parte della riforma amministrativa dell'Ucraina, che ha ridotto a sette il numero dei distretti dell'oblast' di Odessa. L'area del distretto di Tatarbunary è stata fusa nel distretto di Bilhorod-Dnistrovs'kyj.
Fino al 26 gennaio 2024 Tatarbunary era classificata come insediamento di tipo urbano. Da tale data è entrata in vigore una nuova legge che ha abolito questo status e Tatarbunary è statd riclassificatd come insediamento rurale,